# Saša Nestorović
Saša Nestorović (* 1964 in Zagreb) ist ein kroatischer Jazzmusiker (Tenorsaxophon, Sopransaxophon, Komposition).

## Wirken
Nestorović studierte an der Musikakademie seiner Geburtsstadt in der Klasse von Josip Nochta bis zum Abschluss 1989. Dann setzte er seine Studien bei Jesse Bennett und Renato Rožić an der Hochschule für Musik und Tanz Köln fort. Seit 1989 ist er ein ständiges Mitglied des Zagreb Saxophonquartett, mit dem er in Europa und den Vereinigten Staaten aufgetreten ist. Seit 1999 trat er auch mit dem Ensemble für zeitgenössische Musik Acezantez auf. 1999 präsentierte er Kroatien in der Big Band der Europäischen Rundfunkunion in Montreal. Für die Band Zagreb Jazz Portrait komponiert er auch; weiter gehört er zu den Boilers All Stars und dem Jazz-Orchester des kroatischen Radios und Fernsehens, dessen Chefdirigent er seit 2007 ist. Weiterhin ist er auf Platten von Gabi Novak, Pero Rogan, Jasna Bilušić, Ladislav Fidri, Jazzy Blef und Vesna Pisarović zu hören und trat mit Uwe Ecker, Matija Dedić, Allan Praskin und Mario de Murier auf.
Nestorović unterrichtet Jazz-Saxophon und Komposition an der Zagreber Musikakademie. Er gewann zahlreiche Auszeichnungen für Musikerziehung; zwischen 1997 und 1999 zeichnete ihn die kroatische Musiker-Union jährlich als besten Tenor- und Sopransaxophonisten aus.

## Diskographische Hinweise
- Andrea Centazzo & Saša Nestorović: Live at the Music Biennale Zagreb (Ictus, 2023)